# アゲシポリス2世
アゲシポリス2世（古希: Ἀγησίπολις Β'、古代ギリシア語ラテン翻字: Agesipolis II、? - 紀元前369年、在位：紀元前371年 - 紀元前369年）はアギス朝のスパルタ王である。
アゲシポリス2世は先代の王クレオンブロトス1世の子であり、父王のレウクトラの戦いでの死により即位した。アゲシポリスの治世は大変短いものであり、取り立てて何か功業を挙げたわけでもなかった。対し、王位を継いだ弟のクレオメネス2世の治世は兄とは対照的に非常に長いもの（60年間）であった。

## 註
1. ↑  パウサニアス, III, 6, 2
2. ↑  ディオドロス, XV. 60